# Élections législatives vanuataises de 1998
Des élections législatives ont lieu au Vanuatu le 6 mars 1998. Il s'agit d'élections anticipées, à la suite de la dissolution du Parlement par le Président de la République, Jean-Marie Léyé, en conséquence d'une motion de censure contre le Premier ministre Serge Vohor.
Le nombre de sièges au Parlement (monocaméral) passe de cinquante à cinquante-deux. Il y a 227 candidats, dont 70 indépendants.

## Résultats

### Résultats nationaux
| Partis                    | Partis                           | Voix    | %     | +/-  | Sièges | +/-           |
| ------------------------- | -------------------------------- | ------- | ----- | ---- | ------ | ------------- |
|                           | Vanua'aku Pati                   | 14 467  | 20,98 | N/a  | 18     | 5             |
|                           | Union des partis modérés         | 13 833  | 20,06 | 7,38 | 12     | 5             |
|                           | Parti national unifié            | 10 947  | 15,87 | 7,54 | 11     | 2             |
|                           | Parti progressiste mélanésien    | 9 669   | 14,02 | N/a  | 6      | 1             |
|                           | Parti républicain de Vanuatu     | 5 232   | 7,59  | Nv   | 1      | 1             |
|                           | Mouvement John Frum              | 1 539   | 2,23  | Nv   | 2      | 2             |
|                           | Parti démocrate populaire        | 748     | 1,08  | 1,27 | 0      | en stagnation |
|                           | Notre mouvement                  | 656     | 0,95  | Nv   | 0      | en stagnation |
|                           | Parti libéral                    | 567     | 0,82  | Nv   | 0      | en stagnation |
|                           | Femmes du Vanuatu en politique   | 488     | 0,71  | 0,48 | 0      | en stagnation |
|                           | Vemarana                         | 299     | 0,49  | Nv   | 0      | en stagnation |
|                           | Candidats chrétiens indépendants | 288     | 0,42  | 1,17 | 0      | en stagnation |
|                           | Nagriamel                        | 162     | 0,23  | 1,53 | 0      | 1             |
|                           | Indépendants                     | 10 067  | 14,60 | 7,95 | 2      | en stagnation |
|                           |                                  |         |       |      |        |               |
| Votes valides             | Votes valides                    | 68 962  | 99,40 |      |        |               |
| Votes blancs et invalides | Votes blancs et invalides        | 413     | 0,60  |      |        |               |
| Total                     | Total                            | 69 375  | 100   | –    | 52     | 2             |
| Abstention                | Abstention                       | 43 235  | 38,39 |      |        |               |
| Inscrits / participation  | Inscrits / participation         | 112 610 | 61,61 |      |        |               |

### Analyse
Le Vanua'aku Pati arrive en tête, mais le résultat est à nouveau un parlement sans majorité, nécessitant une coalition entre deux des trois principales formations. Cette fois, les deux partis anglophones (Vanua'aku Pati et Parti national unifié) laissent de côté leurs différences et s'unissent pour écarter l'Union des partis modérés (francophone). Donald Kalpokas (VP) devient premier ministre, tandis que Walter Lini conserve le poste de vice-premier ministre.

### Résultats par circonscription
Les résultats sont les suivants.
Ambae : 3 députés
| Candidat         | Parti | Parti             | Voix | % | Résultat      |
| ---------------- | ----- | ----------------- | ---- | - | ------------- |
|                  |       |                   |      |   |               |
| James Bule       |       | PNU               | 761  |   | élu           |
| Jacques Sese     |       | UPM               | 672  |   | élu           |
| Silas Hakwa      |       | VP                | 634  |   | réélu         |
| Samson Bue       |       | UPM               | 582  |   | sortant battu |
| Japin Tari       |       | VP                | 384  |   |               |
| John Morris Tari |       | PDP               | 351  |   |               |
| Anderson Tari    |       | PPM               | 264  |   |               |
| Amos Bangabiti   |       | Parti républicain | 204  |   | sortant battu |

Ambrym : 2 députés
| Candidat          | Parti | Parti             | Voix | % | Résultat      |
| ----------------- | ----- | ----------------- | ---- | - | ------------- |
|                   |       |                   |      |   |               |
| Daniel Bangtor    |       | VP                | 607  |   | réélu         |
| Irene Leingkone   |       | UPM               | 458  |   | élu           |
| Willie Malon      |       | sans étiquette    | 387  |   |               |
| Tatu Abel         |       | Parti républicain | 295  |   |               |
| David Masing      |       | PPM               | 266  |   |               |
| Amos Dalong       |       | sans étiquette    | 194  |   |               |
| Edwin Wuan        |       | PNU               | 187  |   |               |
| Amos Andeng       |       | sans étiquette    | 165  |   | sortant battu |
| Gershom Tolmoling |       | Parti libéral     | 132  |   |               |
| Williamson Naros  |       | sans étiquette    | 118  |   |               |
| Talsil Olsen      |       | Nagriamel         | 90   |   |               |
| Andrew Welwel     |       | sans étiquette    | 86   |   |               |
| Gilbert Haoul     |       | UPM               | 79   |   |               |
| George Bumseng    |       | sans étiquette    | 78   |   |               |
| Alfred Maseng     |       | sans étiquette    | 73   |   |               |

Autres îles du sud : 1 député
| Candidat               | Parti | Parti               | Voix | % | Résultat |
| ---------------------- | ----- | ------------------- | ---- | - | -------- |
|                        |       |                     |      |   |          |
| Allan Navuki           |       | VP                  | 600  |   | réélu    |
| James Naling MacKenzie |       | UPM                 | 230  |   |          |
| John Shing             |       | Parti républicain   | 230  |   |          |
| John Taki              |       | PPM                 | 124  |   |          |
| Mike Uyori             |       | Mouvement John Frum | 99   |   |          |

îles Banks et Torrès : 2 sièges
| Candidat         | Parti | Parti             | Voix | % | Résultat      |
| ---------------- | ----- | ----------------- | ---- | - | ------------- |
|                  |       |                   |      |   |               |
| Stanley Reginold |       | PNU               | 725  |   | élu           |
| Barnabas Wilson  |       | PNU               | 627  |   | élu           |
| Luke Dini        |       | UPM               | 548  |   |               |
| John Hughug      |       | VP                | 477  |   | sortant battu |
| John Mark        |       | PPM               | 362  |   |               |
| Henry Nin        |       | Parti républicain | 207  |   |               |
| Tagar Wycliffe   |       | sans étiquette    | 15   |   |               |

Éfaté : 4 députés
| Candidat               | Parti | Parti             | Voix | % | Résultat      |
| ---------------------- | ----- | ----------------- | ---- | - | ------------- |
|                        |       |                   |      |   |               |
| Donald Kalpokas        |       | VP                | 1109 |   | réélu         |
| Barak Sopé             |       | PPM               | 684  |   | réélu         |
| Foster Rakon           |       | VP                | 557  |   | élu           |
| Joe Carlo              |       | VP                | 534  |   | élu           |
| Lionel Kaluat          |       | Parti républicain | 515  |   |               |
| Roro Sambo             |       | UPM               | 460  |   |               |
| Jimmy Meto Chilia      |       | PNU               | 454  |   | sortant battu |
| Saby Natonga           |       | sans étiquette    | 387  |   |               |
| Thomas Brothy Faratia  |       | Parti républicain | 329  |   |               |
| Jean-Claude Kanegai    |       | sans étiquette    | 300  |   |               |
| Louis Guy Carlot       |       | UPM               | 296  |   | sortant battu |
| Russel Malakai         |       | Parti républicain | 259  |   |               |
| Leiasmanu Cullwick     |       | FVP               | 248  |   |               |
| Kalegor Steele         |       | PPM               | 195  |   |               |
| Bill Kalpoi            |       | sans étiquette    | 187  |   |               |
| Kalmut Kalpukai        |       | Parti libéral     | 123  |   |               |
| Peter Taurakoto        |       | PNU               | 121  |   |               |
| Joel Kaltamat          |       | sans étiquette    | 60   |   |               |
| Toto Leoped Talkanamal |       | sans étiquette    | 48   |   |               |
| Nunu Alick Saolo       |       | sans étiquette    | 40   |   |               |

Épi : 2 députés
| Candidat             | Parti | Parti             | Voix | % | Résultat |
| -------------------- | ----- | ----------------- | ---- | - | -------- |
|                      |       |                   |      |   |          |
| Willie Varasmaite    |       | VP                | 656  |   | réélu    |
| Kila Lemaya          |       | UPM               | 362  |   | élu      |
| Jean Galibert        |       | Parti républicain | 276  |   |          |
| Apia Rinjo           |       | PPM               | 256  |   |          |
| Alick Michel Sokoliu |       | PNU               | 228  |   |          |
| John Timothy Fred    |       | sans étiquette    | 105  |   |          |
| Jimmy Joe            |       | Parti libéral     | 99   |   |          |

Luganville : 2 députés
| Candidat         | Parti | Parti             | Voix | % | Résultat |
| ---------------- | ----- | ----------------- | ---- | - | -------- |
|                  |       |                   |      |   |          |
| Annas Tinwaku    |       | PNU               | 626  |   | élu      |
| George Wells     |       | VP                | 604  |   | élu      |
| Antoine Pikioune |       | UPM               | 486  |   |          |
| Jimmy Awa        |       | PPM               | 465  |   |          |
| Denis Savoie     |       | sans étiquette    | 222  |   |          |
| Japeth Michael   |       | MBY               | 208  |   |          |
| Paulo Salwai     |       | Parti républicain | 163  |   |          |
| Jackie Ulas      |       | sans étiquette    | 135  |   |          |
| Mathilda Gausi   |       | FVP               | 92   |   |          |
| Sepa Katawa      |       | sans étiquette    | 84   |   |          |
| Harrison Rarua   |       | sans étiquette    | 82   |   |          |
| Terry Isaiau     |       | sans étiquette    | 66   |   |          |

Maewo : 1 député
| Candidat         | Parti | Parti             | Voix | % | Résultat |
| ---------------- | ----- | ----------------- | ---- | - | -------- |
|                  |       |                   |      |   |          |
| Paul Ren Tari    |       | PNU               | 486  |   | élu      |
| Peter Sale       |       | VP                | 483  |   |          |
| Gregory Tarawban |       | PPM               | 209  |   |          |
| Ebenezer Boeliv  |       | Parti libéral     | 55   |   |          |
| John Taokanase   |       | Parti républicain | 34   |   |          |

Malekula : 7 députés
| Candidat             | Parti | Parti             | Voix | % | Résultat      |
| -------------------- | ----- | ----------------- | ---- | - | ------------- |
|                      |       |                   |      |   |               |
| Sato Kilman          |       | PPM               | 1351 |   | réélu         |
| Esmon Saimon         |       | PPM               | 838  |   | élu           |
| Paul Telukluk        |       | UPM               | 716  |   | réélu         |
| Josiah Merifar       |       | PNU               | 659  |   | élu           |
| Jackleen Reuben      |       | sans étiquette    | 604  |   | élu           |
| John Morrison Willie |       | VP                | 567  |   | réélu         |
| Jacob Thyna          |       | PPM               | 564  |   | élu           |
| Dick Tete            |       | UPM               | 503  |   |               |
| Cyriaque Metmetsan   |       | UPM               | 479  |   | sortant battu |
| Johnny Kalwaisin     |       | PNU               | 472  |   |               |
| John Kastow          |       | VP                | 410  |   |               |
| Lawa Melenamu        |       | sans étiquette    | 410  |   |               |
| Sethy Regenvanu      |       | PDP               | 397  |   |               |
| Vital Soksok         |       | UPM               | 386  |   | sortant battu |
| Brownie Dona Don     |       | Parti républicain | 365  |   |               |
| André Lesines        |       | Parti républicain | 347  |   |               |
| Jeneck Isaiah        |       | sans étiquette    | 320  |   |               |
| Raymond Maléré       |       | sans étiquette    | 154  |   |               |
| Edward Korty         |       | Parti républicain | 110  |   |               |
| Naomi Janita Malau   |       | FVP               | 106  |   |               |
| Ludovic Mulonturala  |       | sans étiquette    | 81   |   |               |

Malo / Aore : 1 député
| Candidat            | Parti | Parti             | Voix | % | Résultat |
| ------------------- | ----- | ----------------- | ---- | - | -------- |
|                     |       |                   |      |   |          |
| Josias Moli         |       | UPM               | 502  |   | élu      |
| Nikenike Vurobaravu |       | VP                | 378  |   |          |
| Riuna Urinamoli     |       | PPM               | 229  |   |          |
| George Tavuti       |       | PNU               | 220  |   |          |
| Ben Sua             |       | Parti républicain | 121  |   |          |
| Makali Baniuri      |       | sans étiquette    | 99   |   |          |
| Tahe Tamata         |       | Notre mouvement   | 52   |   |          |

Paama : 1 député
| Candidat      | Parti | Parti             | Voix | % | Résultat |
| ------------- | ----- | ----------------- | ---- | - | -------- |
|               |       |                   |      |   |          |
| Sam Avok      |       | VP                | 431  |   | élu      |
| Timothy Tugen |       | PNU               | 260  |   |          |
| Noël Takau    |       | UPM               | 250  |   |          |
| Abel Aisik    |       | Parti républicain | 57   |   |          |
| John Allan    |       | PPM               | 28   |   |          |
| Harry Collins |       | sans étiquette    | 19   |   |          |

Pentecôte : 4 députés
| Candidat           | Parti | Parti             | Voix | % | Résultat      |
| ------------------ | ----- | ----------------- | ---- | - | ------------- |
|                    |       |                   |      |   |               |
| Walter Lini        |       | PNU               | 1139 |   | réélu         |
| Barnabas Tabi      |       | PNU               | 665  |   | élu           |
| Jonas Tabi         |       | PNU               | 630  |   | élu           |
| Vincent Boulekone  |       | UPM               | 603  |   | réélu         |
| Edwin Buletik      |       | PPM               | 505  |   |               |
| Édouard Meulsul    |       | Parti républicain | 413  |   | sortant battu |
| Marcel Tabius      |       | PNU               | 396  |   |               |
| Pierre Chanel Vuti |       | UPM               | 264  |   |               |
| Frederick Tau      |       | VP                | 146  |   |               |
| Leo Molvului       |       | sans étiquette    | 138  |   |               |
| Alain Molgos       |       | sans étiquette    | 91   |   |               |
| Simon Malatou      |       | sans étiquette    | 75   |   |               |
| John Tabisang      |       | Nagriamel         | 72   |   |               |
| Kumuel Tabisang    |       | sans étiquette    | 67   |   |               |
| Solomon Nari       |       | sans étiquette    | 33   |   |               |

Port-Vila : 6 députés
| Candidat             | Parti | Parti             | Voix | % | Résultat        |
| -------------------- | ----- | ----------------- | ---- | - | --------------- |
|                      |       |                   |      |   |                 |
| Edward Natapei       |       | VP                | 880  |   | réélu           |
| Willie Jimmy         |       | UPM               | 545  |   | réélu           |
| Wilson Rayaru        |       | VP                | 535  |   | élu             |
| Maxime Carlot Korman |       | Parti républicain | 515  |   | réélu           |
| Clement Leo          |       | VP                | 383  |   | élu             |
| Henri Tari           |       | UPM               | 352  |   | élu             |
| Claes Bjornum        |       | sans étiquette    | 351  |   |                 |
| William Edgell       |       | PPM               | 333  |   | sortant battu   |
| Daniel Lamoureux     |       | CCI               | 288  |   |                 |
| Shem Rarua           |       | sans étiquette    | 270  |   |                 |
| Robert Jonathan      |       | PPM               | 265  |   |                 |
| Clifford Bice        |       | PNU               | 263  |   |                 |
| Jeff Joel Pantunvanu |       | sans étiquette    | 234  |   |                 |
| Timothy Masing       |       | sans étiquette    | 206  |   |                 |
| Frank Kasala Abel    |       | sans étiquette    | 202  |   |                 |
| Jacques Nauka        |       | UPM               | 200  |   |                 |
| Sam Mahit            |       | sans étiquette    | 175  |   |                 |
| John Naviti          |       | PNU               | 173  |   |                 |
| Hilda Lini           |       | sans étiquette    | 153  |   | sortante battue |
| Godwin Ligo          |       | sans étiquette    | 149  |   |                 |
| Stephen Salong       |       | sans étiquette    | 135  |   |                 |
| Willie Tiamua        |       | sans étiquette    | 87   |   |                 |
| Maria Kalsakau       |       | Parti libéral     | 60   |   |                 |
| William Ken          |       | sans étiquette    | 52   |   |                 |
| James Moli           |       | sans étiquette    | 51   |   |                 |
| Aiden Wilson         |       | sans étiquette    | 49   |   |                 |
| Lucy Sandy           |       | FVP               | 42   |   |                 |
| Charlot Bule         |       | sans étiquette    | 39   |   |                 |
| Abbie Naviti         |       | sans étiquette    | 35   |   |                 |

Santo : 6 députés
| Candidat            | Parti | Parti             | Voix | % | Résultat      |
| ------------------- | ----- | ----------------- | ---- | - | ------------- |
|                     |       |                   |      |   |               |
| Serge Vohor         |       | UPM               | 870  |   | réélu         |
| Sela Molisa         |       | VP                | 821  |   | réélu         |
| Jean-Alain Mahé     |       | UPM               | 617  |   | élu           |
| Albert Ravutia      |       | PPM               | 600  |   | réélu         |
| Philip Pasvu Iercet |       | VP                | 580  |   | réélu         |
| Jimmy Imbert        |       | UPM               | 578  |   | réélu         |
| John Tari           |       | PNU               | 472  |   | sortant battu |
| Asena Karai         |       | UPM               | 339  |   |               |
| Koko Karai          |       | PNU               | 312  |   |               |
| Frankie Stevens     |       | Vemarana          | 299  |   |               |
| Louis Taribe        |       | Parti républicain | 296  |   | sortant battu |
| Robert Supe         |       | PPM               | 290  |   |               |
| Thomas Reuben       |       | PPM               | 288  |   |               |
| Mita Kame           |       | sans étiquette    | 265  |   |               |
| Michael Varisipiti  |       | sans étiquette    | 224  |   |               |
| Timothy Welles      |       | Notre mouvement   | 177  |   |               |
| Nakato Stevens      |       | Notre mouvement   | 146  |   |               |
| Vusania Karainiu    |       | Parti républicain | 146  |   |               |
| Edward Bororoa      |       | sans étiquette    | 130  |   |               |
| Marmar Vanua        |       | PPM               | 129  |   |               |
| Harry Karaeru       |       | sans étiquette    | 80   |   |               |
| Tavuire Tamata      |       | Notre mouvement   | 73   |   |               |
| Beku Tomker         |       | sans étiquette    | 48   |   |               |
| Gaspard Molipalaud  |       | sans étiquette    | 46   |   |               |

Tanna : 7 députés
| Candidat       | Parti | Parti             | Voix | % | Résultat      |
| -------------- | ----- | ----------------- | ---- | - | ------------- |
|                |       |                   |      |   |               |
| Joe Natuman    |       | VP                | 846  |   | réélu         |
| Keasipai Song  |       | MJF               | 800  |   | réélu         |
| Willie Posen   |       | UPM               | 720  |   | élu           |
| Niclam Jimmy   |       | VP                | 709  |   | réélu         |
| Henri Iauko    |       | PPM               | 706  |   | réélu         |
| Harris Naunun  |       | MJF               | 640  |   | élu           |
| Morkin Steven  |       | sans étiquette    | 636  |   | élu           |
| Shem Naukaut   |       | VP                | 591  |   | sortant battu |
| Tom Nepio      |       | PPM               | 583  |   |               |
| Mark Iautu     |       | UPM               | 505  |   |               |
| Jacques Nirua  |       | UPM               | 460  |   |               |
| Peter Etap     |       | sans étiquette    | 402  |   |               |
| Kilip Semu     |       | PNU               | 400  |   |               |
| Charlie Nako   |       | UPM               | 369  |   | sortant battu |
| Bob Loughman   |       | sans étiquette    | 350  |   |               |
| John Sanga     |       | PNU               | 231  |   |               |
| George Kauras  |       | sans étiquette    | 208  |   |               |
| Nipiknam Lavha |       | Parti républicain | 178  |   |               |
| Bob Kuao       |       | Parti républicain | 154  |   |               |
| Tom Kawia      |       | Parti libéral     | 78   |   |               |

Tongoa : 1 député
| Candidat            | Parti | Parti             | Voix | % | Résultat      |
| ------------------- | ----- | ----------------- | ---- | - | ------------- |
|                     |       |                   |      |   |               |
| Alick John Robert   |       | PNU               | 348  |   | élu           |
| Albert Moses        |       | VP                | 311  |   |               |
| Willie Pakoa        |       | UPM               | 214  |   |               |
| Richard Fandanumata |       | sans étiquette    | 87   |   |               |
| David Karie         |       | sans étiquette    | 63   |   | sortant battu |
| George Siri         |       | Parti républicain | 52   |   |               |
| Amos Pakoa          |       | PPM               | 24   |   |               |
| Kenneth Pila        |       | Parti libéral     | 20   |   |               |
| Amos Kalsaruru      |       | sans étiquette    | 5    |   |               |

îles Shepherd : 1 député
| Candidat                | Parti | Parti          | Voix | % | Résultat      |
| ----------------------- | ----- | -------------- | ---- | - | ------------- |
|                         |       |                |      |   |               |
| Amos Titongoa           |       | VP             | 231  |   | élu           |
| Makali Kalo             |       | sans étiquette | 214  |   |               |
| Jack Atarualim          |       | sans étiquette | 198  |   |               |
| John Morris Lee Solomon |       | UPM            | 98   |   | sortant battu |
| Etchin Shem Mosoeripu   |       | PNU            | 92   |   |               |
| Maripu Roy              |       | PPM            | 77   |   |               |